# Radu Ghiță
Radu Cristian Ghiță (* 22. November 1990 in Bacau) ist ein rumänischer Handballspieler.

## Karriere
Radu Ghiță spielte in den Mannschaften Sélestat AHB, HC Odorheiu Secuiesc und Asociatia Handbal Club Potaissa Turda. Mit Turda gewann er den EHF Challenge Cup 2017/18.
Mit der rumänischen Nationalmannschaft belegte er den 22. Rang bei der Europameisterschaft 2024, dabei warf er vier Tore in zwei Partien.